# Klavervirtuosen
Klavervirtuosen er en dansk stumfilm fra 1919, der er instrueret af Lau Lauritzen Sr. efter manuskript af Valdemar Andersen.

## Handling
Denne artikel mangler et handlingsreferat. Hjælp os med at skrive det.

## Medvirkende
- Rasmus Christiansen - Grammofonnålefabrikant Burkes
- Carl Alstrup - Jonnie Hawker, Burkes' nevø
- Lauritz Olsen - Fabrikant Williams
- Lilly Jacobsson - Hetty, Williams' datter
- Astrid Krygell
- Ingeborg Bruhn Bertelsen
- Karen Winther
- Mathilde Felumb Friis